# Susanna Winkworth
Susanna Winkworth (13 août 1820 - 25 novembre 1884) est une traductrice et philanthrope britannique, sœur aînée de la traductrice Catherine Winkworth .

## Jeunesse et éducation
Susanna Winkworth est née à Londres, la fille aînée du marchand de soie Henry Winkworth et de son épouse Susanna Dickenson . Elle fait ses études à la maison, sous la direction des éminents unitariens anglais James Martineau et William Gaskell .

## Carrière

### Écrivain
Winkworth traduit les mémoires et les essais du théologien allemand Barthold Georg Niebuhr, dans Life and Letters (1851 et 1852) . Elle continue sur la littérature religieuse allemande, avec des traductions de la Theologia Germanica (1854)  et vingt-cinq sermons du mystique médiéval Johannes Tauler (1858) . Elle termine une biographie inachevée de Martin Luther par Julius Hare (1855) et collabore avec sa sœur sur Signs of the Times (1856). Une autre traduction, German Love, des Papers of an Alien (1858) est basée sur les écrits de Max Müller. Ses dernières publications notables sont une traduction de God in History de Bunsen (1868-1870) et une édition commémorative de 1883 des écrits de sa sœur, après la mort de Catherine Winkworth en 1878 .

### Philanthropie
Winkworth s'intéresse à la vie urbaine à Bristol, tout en vivant avec sa famille à Clifton. Elle investit dans des logements à Dowry Square, construit plus d'unités pour les locataires à faible revenu à Jacob's Well et gère une mission sanitaire. Susanna Winkworth est également gouverneure de la Red Maids' School et siège au conseil des gouverneurs du Cheltenham Ladies' College .
Elle meurt en 1884, à l'âge de 64 ans, et sa dépouille est enterrée dans le cimetière de St. John's à Clifton. En 2000, une plaque bleue est installée, marquant la maison de Catherine et Susanna Winkworth à Cornwallis Crescent, Bristol .